# Volkswagen up!
La Volkswagen up! est une petite citadine du constructeur automobile allemand Volkswagen commercialisée de 2011 à 2023. Elle dispose de 4 places. Elle est élue « Voiture mondiale de l'année 2012 » (World Car of the Year)  à l'occasion du salon de New York.

## Présentation
Sa fabrication en Slovaquie démarre en 2011. Elle est aussi fabriquée au Brésil dès 2013 pour l'Amérique latine.

## Restylage
Cette citadine est restylée en 2016 au Salon de Genève 2016. Les boucliers sont redessinés, les rétroviseurs intègrent les répétiteurs de clignotants, les phares ont un éclairage diurne à LED, et les feux arrière sont redessinés. Elle dissocie la teinte de son pavillon du reste de sa carrosserie tandis que les touches de couleur apparaissent à l'intérieur sur le bandeau de la planche de bord.
La version brésilienne cesse d'être commercialisée début 2021.

## Caractéristiques techniques
Cette citadine repose sur la nouvelle plate-forme New Small Family utilisée ensuite par ses cousines Škoda Citigo et Seat Mii.

## Prototypes
Les différents show cars comportent chacun leur variante, désignant leur particularité :
- Volkswagen Up! : thermique classique, 60 à 75 ch
- Volkswagen e-up! : tout-électrique, 60 kW - 210 N m[6]
- Volkswagen Eco Up! : moteur au gaz naturel, 68 ch
- Volkswagen GT Up! : type GT, moteur d'au moins 100 ch
- Volkswagen Cross Up! : cinq portes surélevée, thermique classique
- Volkswagen Up! Azzurra Sailing Team : variante décapotable
- Volkswagen Buggy Up! : variante de type buggy
- Volkswagen X Up! : variante de la Cross Up! (Muni d'un coffre sur le toit équipé de deux projecteurs puissants) cinq portes
- Volkswagen Winter Up! : variante de la Cross Up! (Muni de deux snowboards sur le toit et de protections latérales) cinq portes
- Volkswagen Swiss Up! : variante (Muni à l'intérieur, d'une poche spécialement conçue pour ranger le couteau suisse) cinq portes
- Volkswagen Cargo Up! : variante de la Cross Up! (Muni d'une paroi en plexiglas derrière le seul siège de la voiture) trois portes

Photos du concept car
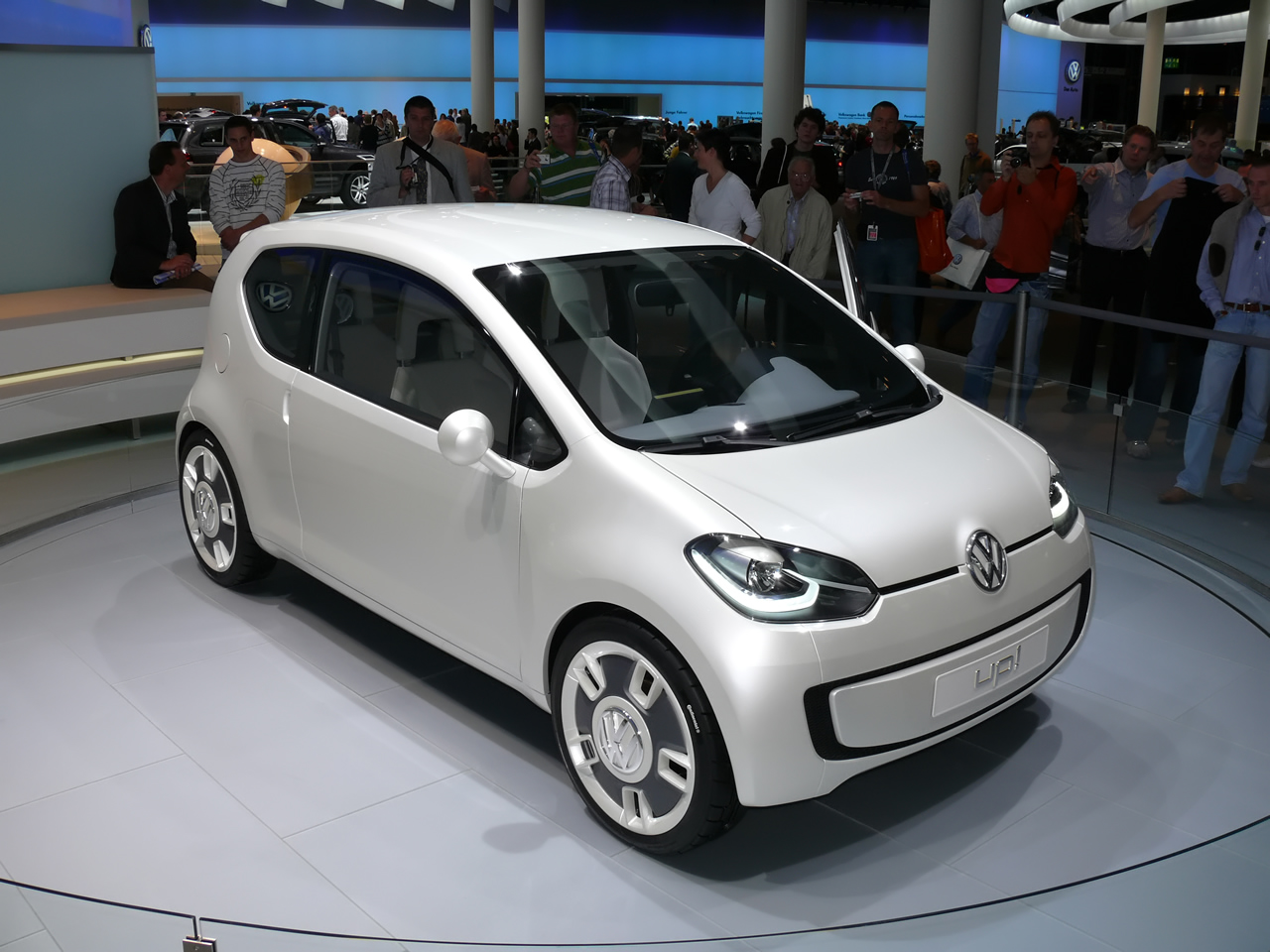
AV
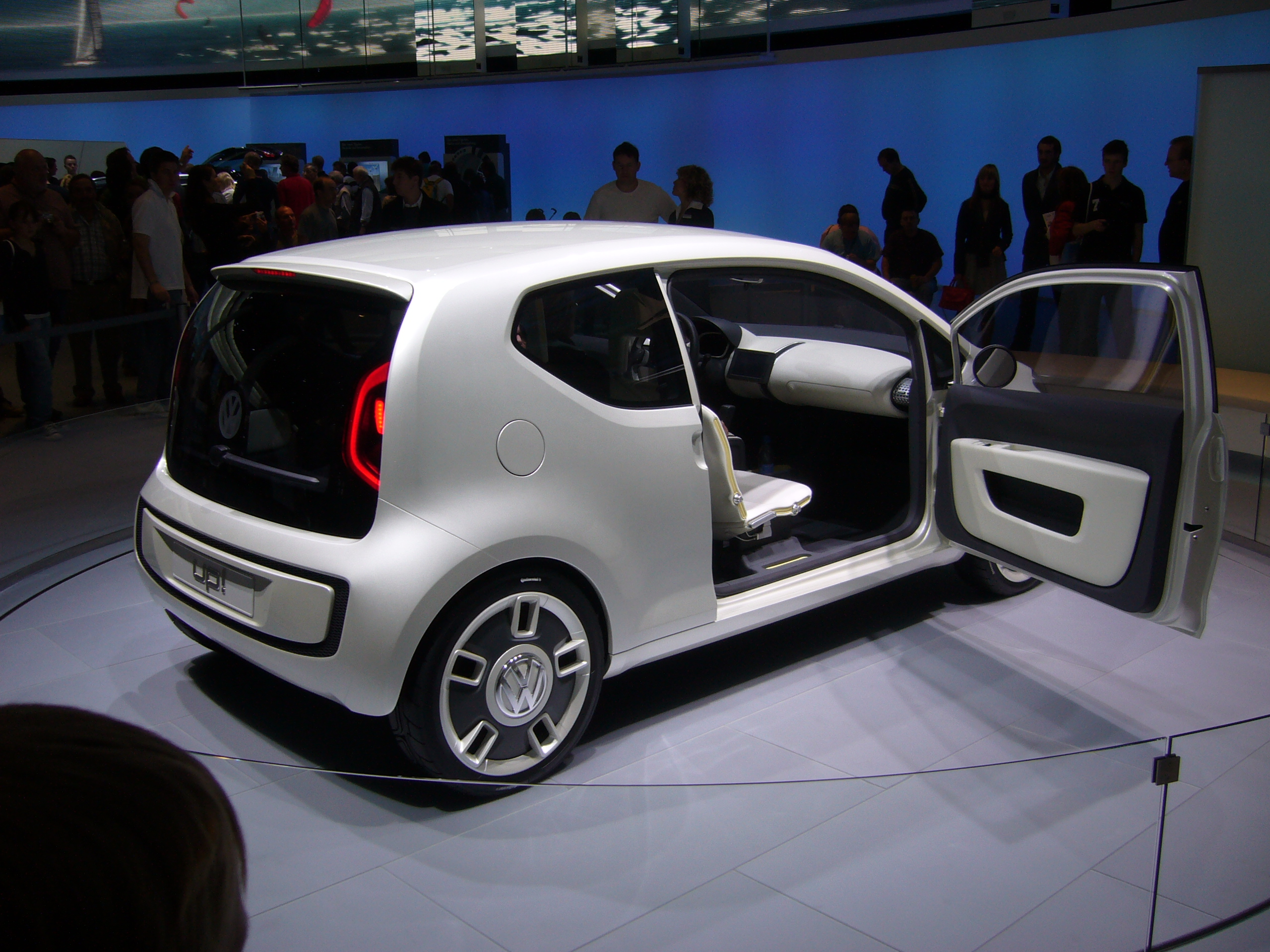
AR
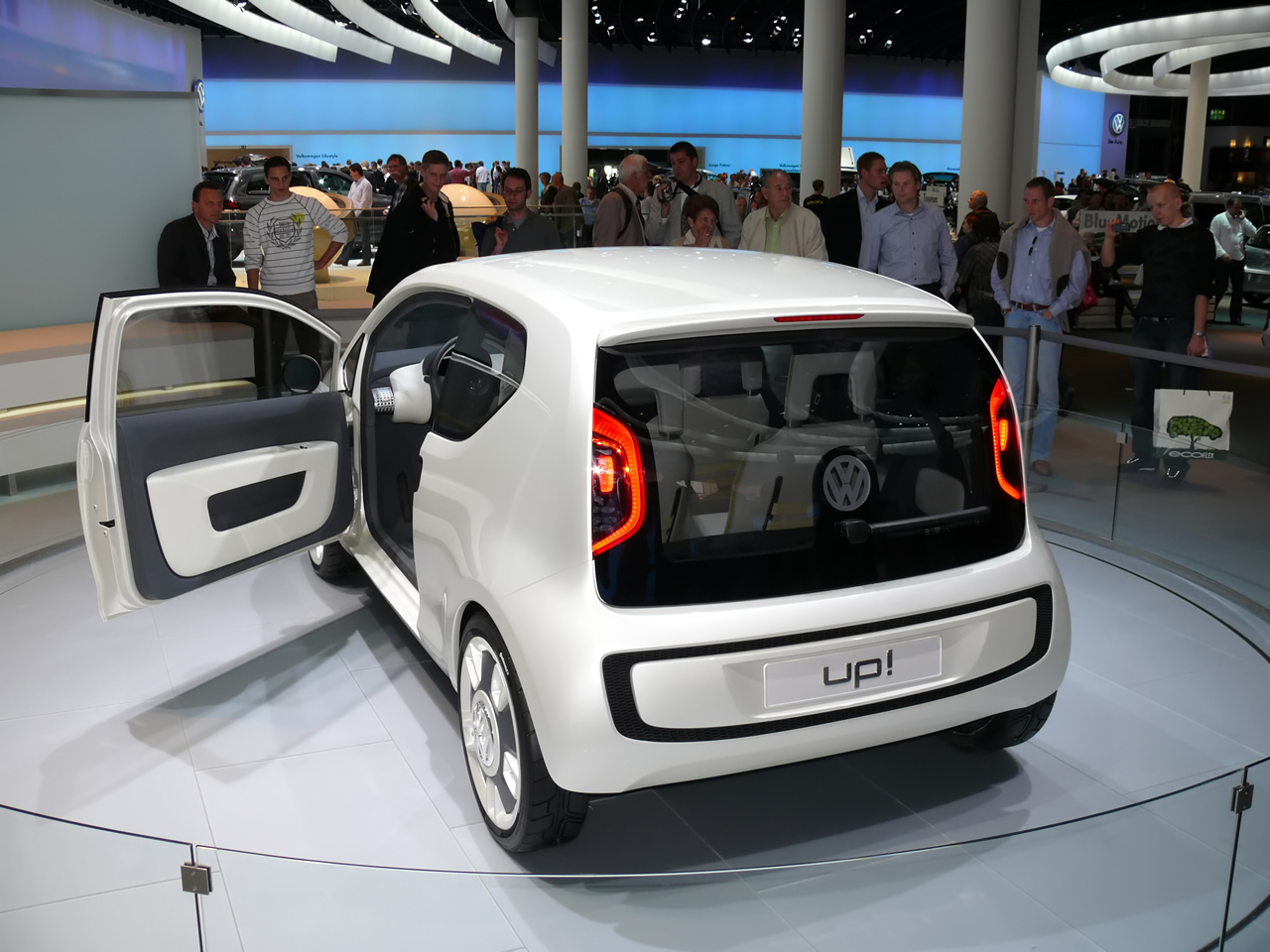
AR G

## Finitions
- take up! : 4 airbags, correcteur électronique de trajectoire ESP avec ABS, banquette arrière rabattable, cache-bagages, direction assistée, pare-chocs peints, préparation radio avec 2 haut-parleurs, roues 14” avec enjoliveur, volant réglable en hauteur
- move up!
- high up!
- cross up! : bas de caisse + passages des roues spécifiques + barres de toit argentées + rétroviseurs chromés + pare-chocs argent + jantes en alliage 16 pouces + garde au sol surélevée + volant et levier de vitesse recouverts de cuir +

Elle peut recevoir en option un système de freinage automatique d’urgence en ville.

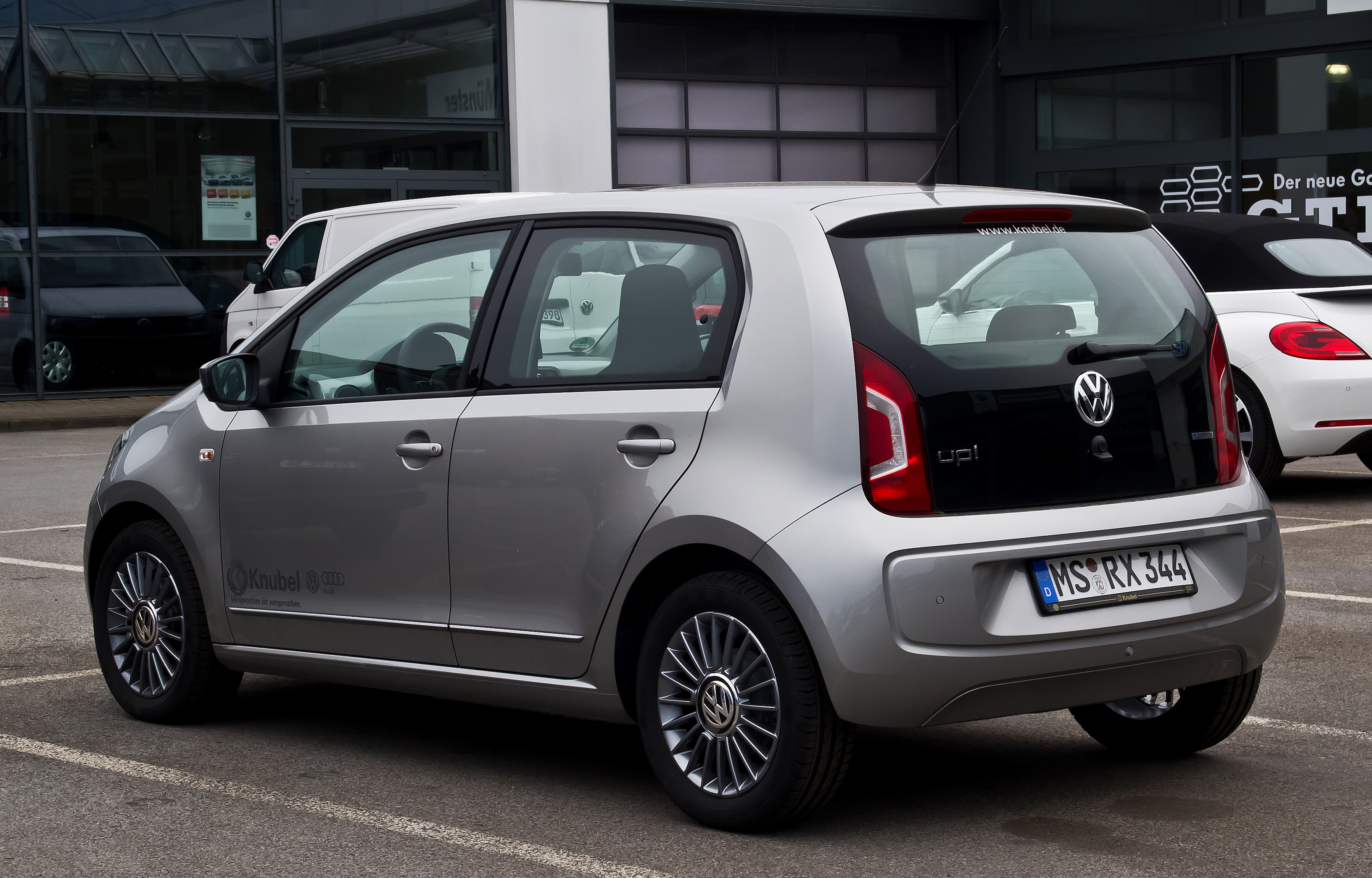
Volkswagen up! 5 portes phase 1
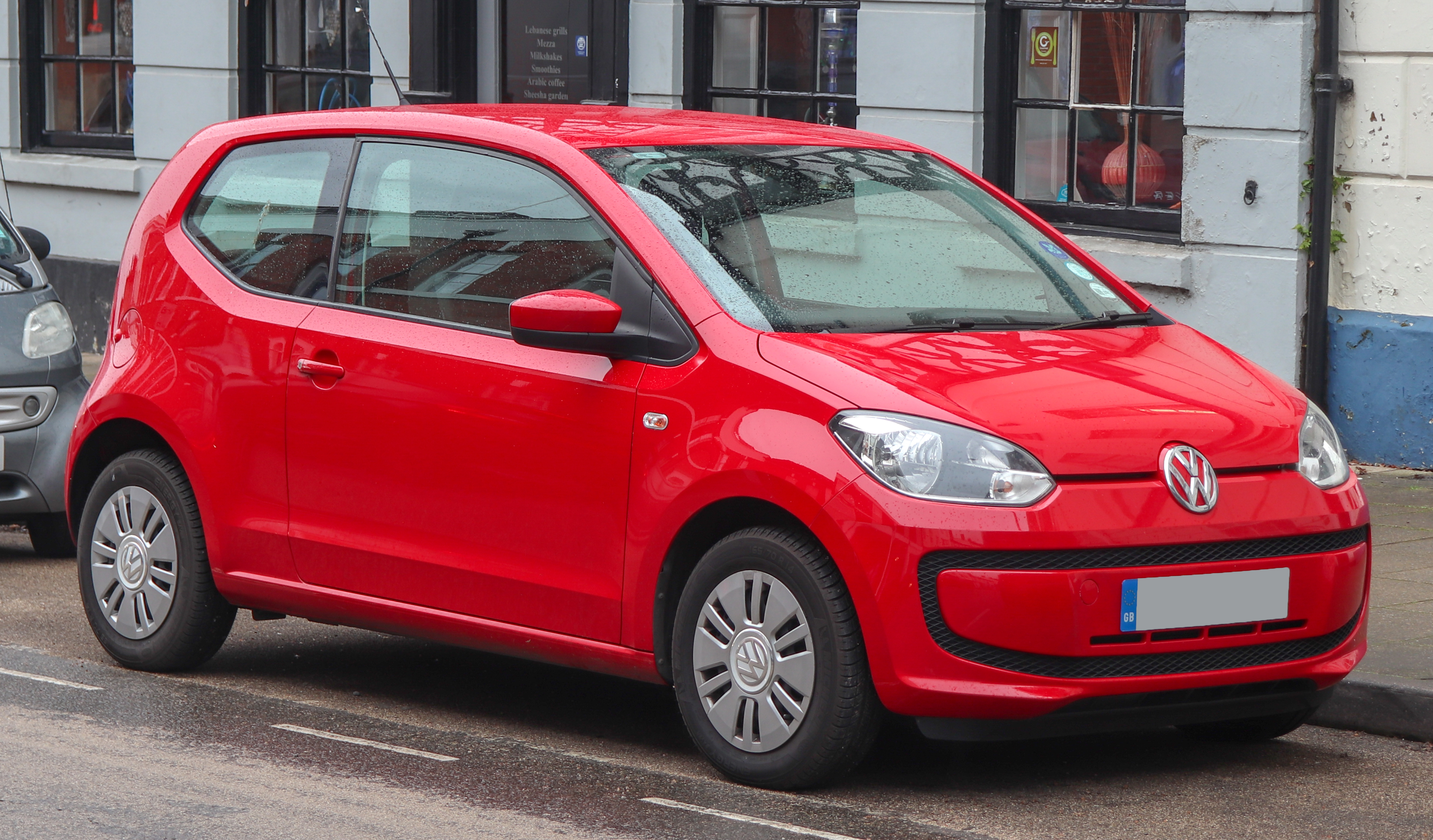
Volkswagen up! 3 portes phase 1
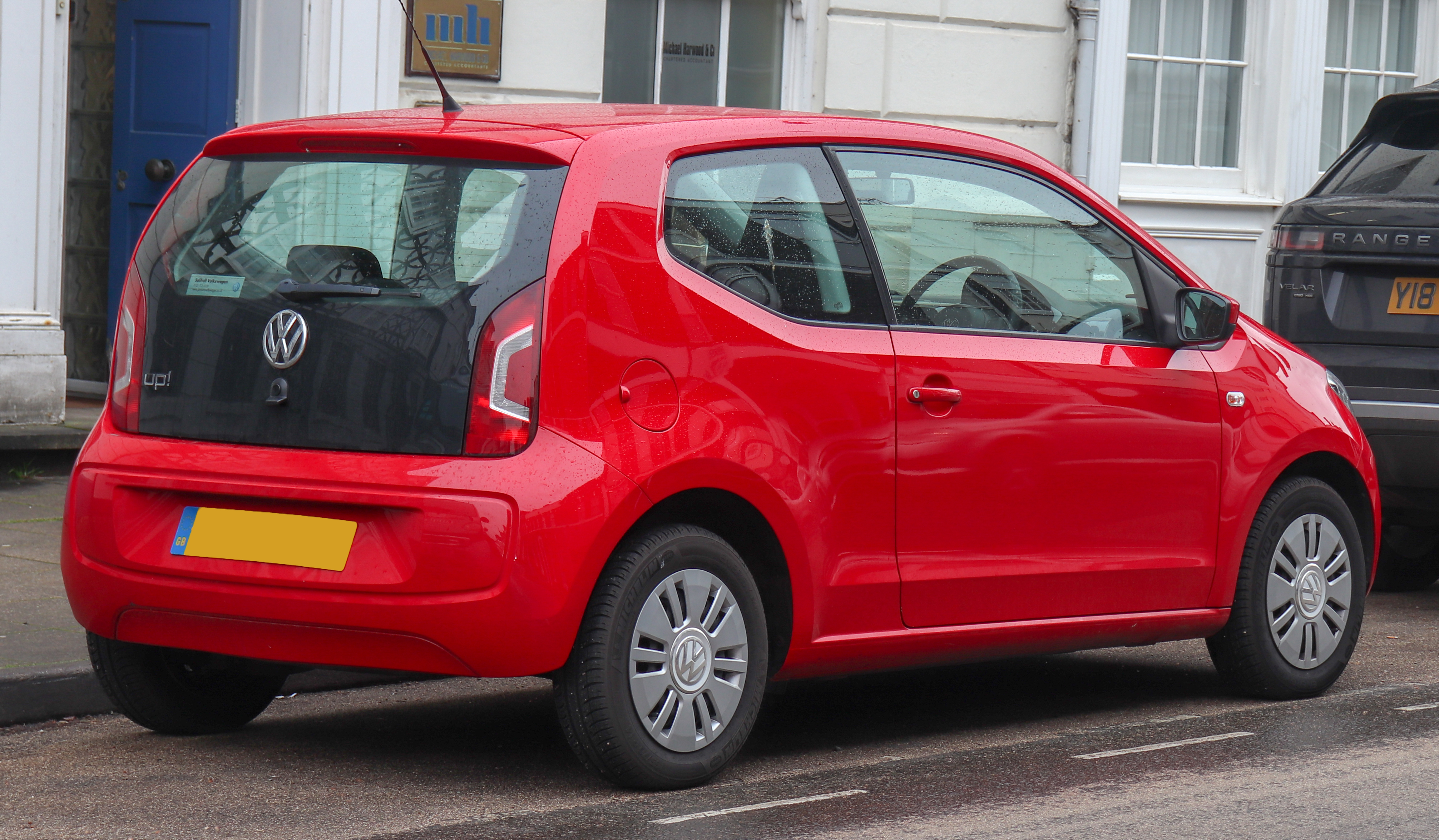
Volkswagen up! 3 portes phase 1
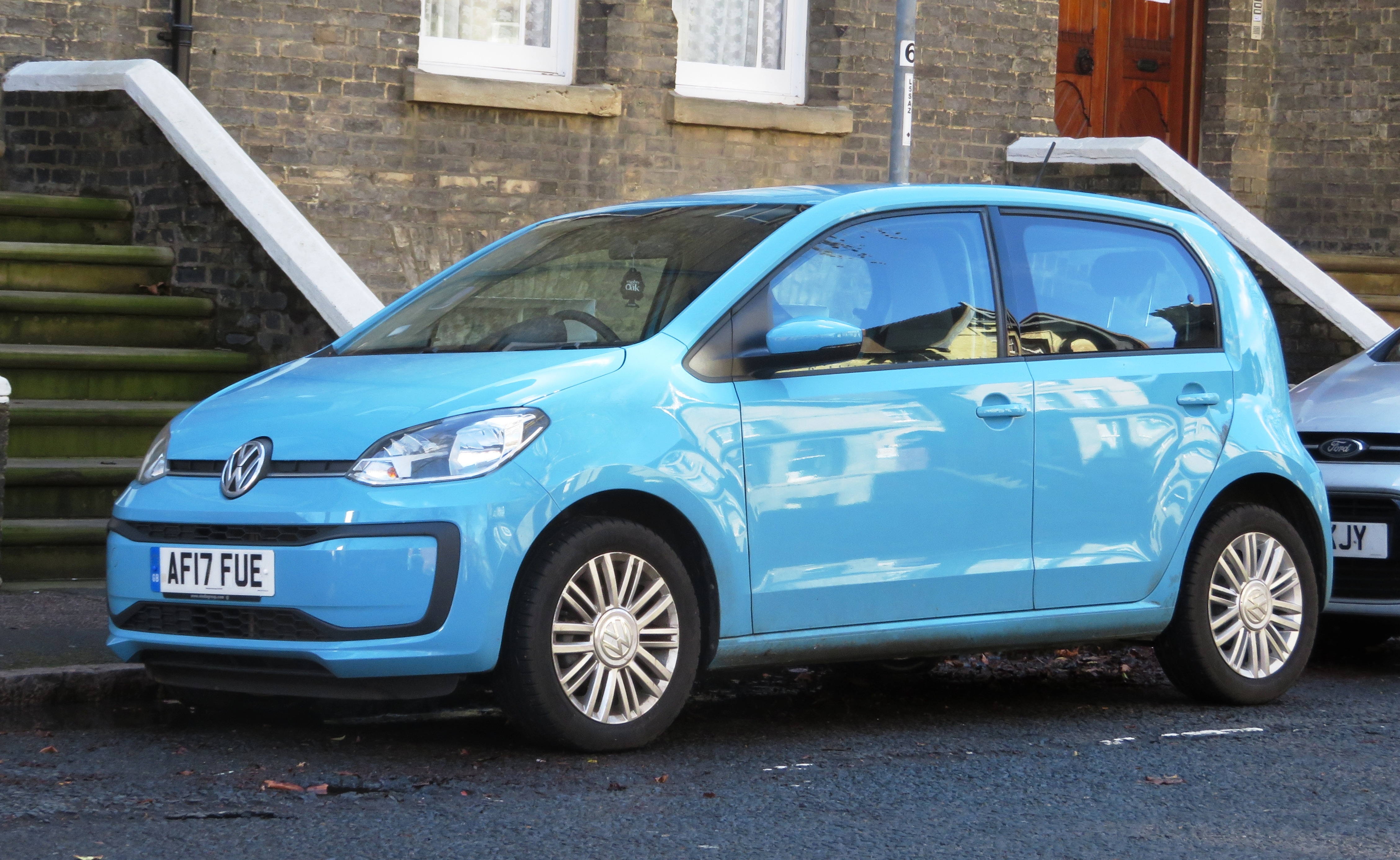
Volkswagen up! 5 portes phase 2
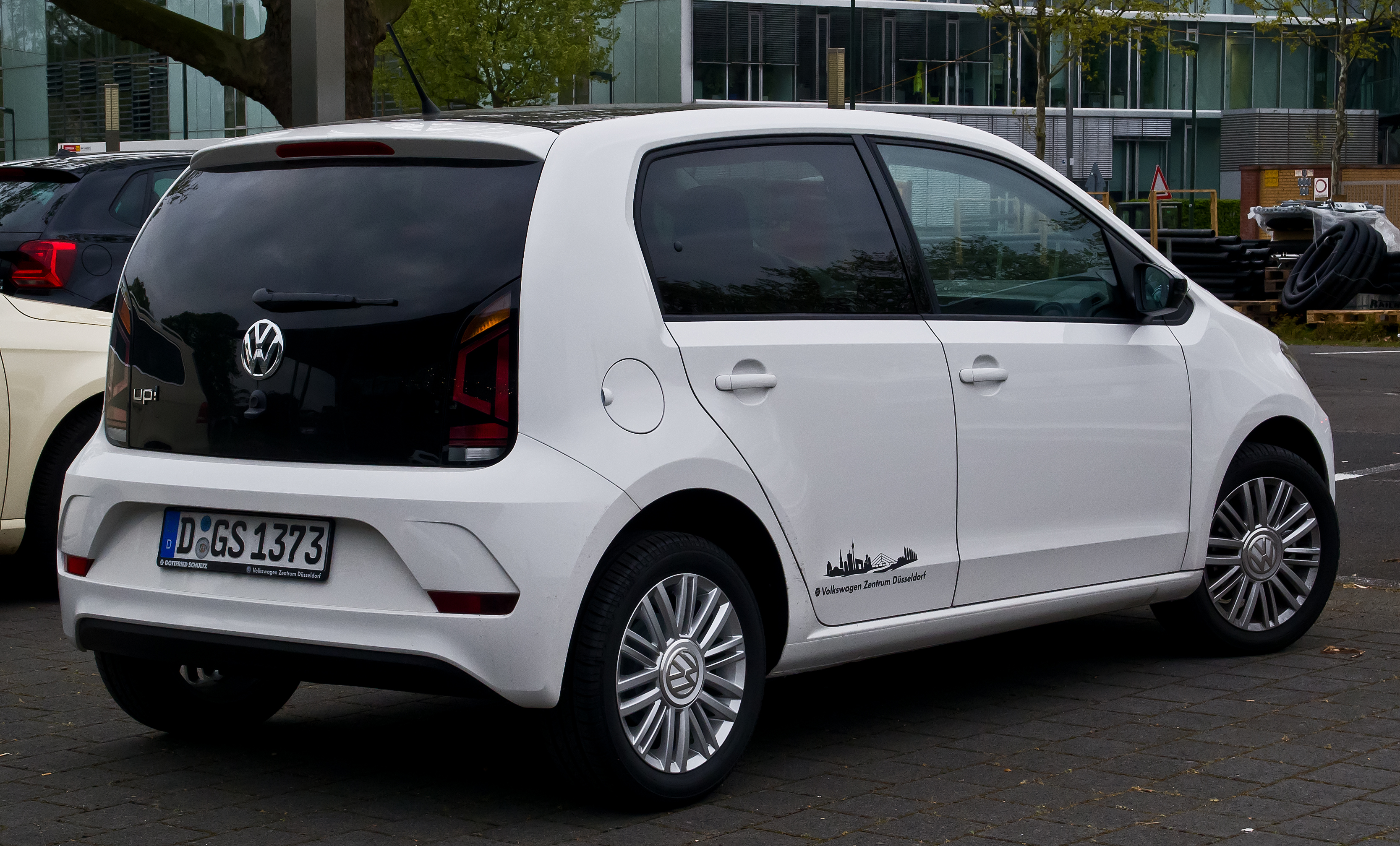
Volkswagen up! 5 portes phase 2
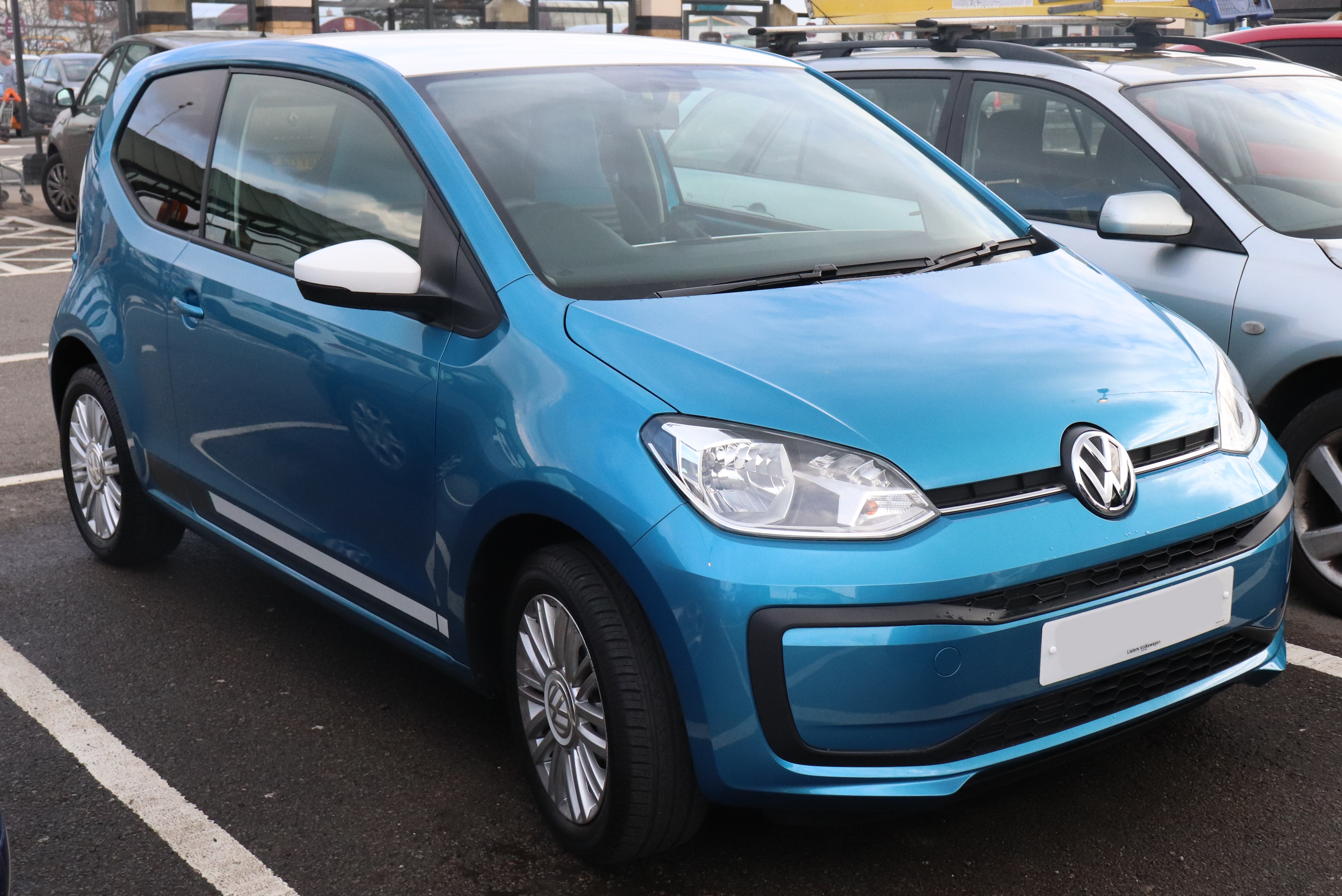
Volkswagen up! 3 portes phase 2
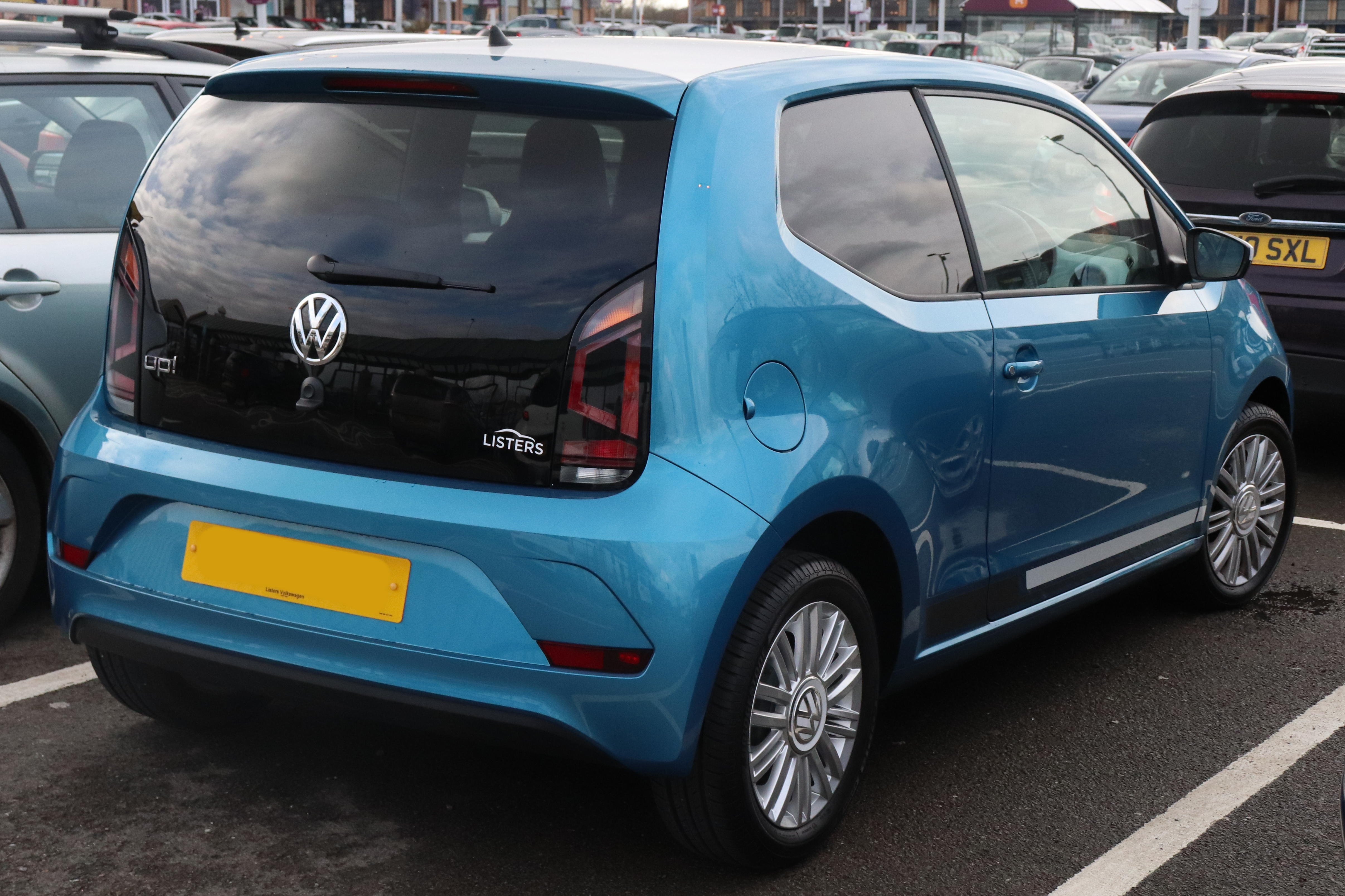
Volkswagen up! 3 portes phase 2

### Séries spéciales
- Black up!
- White up!
- Marionnaud
- Cool Up! : Série limitée à 800 exemplaires et basée sur la finition Move up! (2012)
- Groove up! : Série limitée à 2000 exemplaires comprenant l'équipement de la finition high up! + système audio Fender de 300 W avec 6 haut-parleurs et un caisson de basse + vitres arrière surteintées + jantes en alliage 16 pouces + sellerie spécifique
- Club
- Beats Audio
- Connect
- IQ Drive
- United
- Active

## Ventes
| Année | Europe, | Brésil | Argentine |
| ----- | ------- | ------ | --------- |
| 2011  | 4,582   |        |           |
| 2012  | 113,827 |        |           |
| 2013  | 130,039 | 108    |           |
| 2014  | 124,845 | 58,896 | 4,976     |
| 2015  | 105,348 | 53,316 | 12,705    |
| 2016  | 96,836  | 38,358 | 11,668    |
| 2017  | 100,715 | 34,164 | 14,908    |
| 2018  | 97,366  | 20,564 | 15,677    |
| 2019  | 80,048  | 13,463 | 7,093     |
| 2020  | 59,578  | 6,926  | 2,417     |
| 2021  | 69,400  | 1,978  | 418       |
| 2022  |         |        |           |

## Autres variantes

### Cross Up!
La Cross Up! est une version baroudeuse et sportive de la Volkswagen Up!. À la suite de la création de la Cross Polo , Volkswagen créa la Cross Up! après la Winter Up! qui est maintenant une de ses variantes . Contrairement à la Cross Polo , la Cross Up! est considérée comme un niveau de finition de la Up! . Elle se différencie de la Up! par : une face avant au style baroudeur , des jupes latérales non peintes , des jantes spécifiques et des barres de toit .
La Up! en finition Cross Up! est disponible avec deux moteurs différents (essences pour les deux comme pour toutes les Up!) ! un 1L de 75 ch qui consomme 4,60 L aux 100 km et un 1L TSI de 90 ch qui consomme 4,80 L aux 100 km. Résultats à prendre avec des pincettes, par exemple le modèle équipé du 1.0L de 75 ch consomme en moyenne presque 5.8L/100 d'après les moyennes réelles d'utilisateurs sur le site spritmonitor.
Ces motorisations sont uniquement disponibles en essence.

### e-up!
La Volkswagen e-up! est la version électrique de la Volkswagen Up! sortie en 2013. D'un design similaire à celui du modèle thermique, elle dispose de 4 places et est fabriquée en Slovaquie à Bratislava.
En 2019, elle revient avec une nouvelle batterie de 32,3 kWh puis sa production est arrêtée fin 2020. Mais en 2022, à cause de la forte demande de citadine électrique et en attendant la future Volkswagen ID.2, le constructeur relance la production de la e-up!.

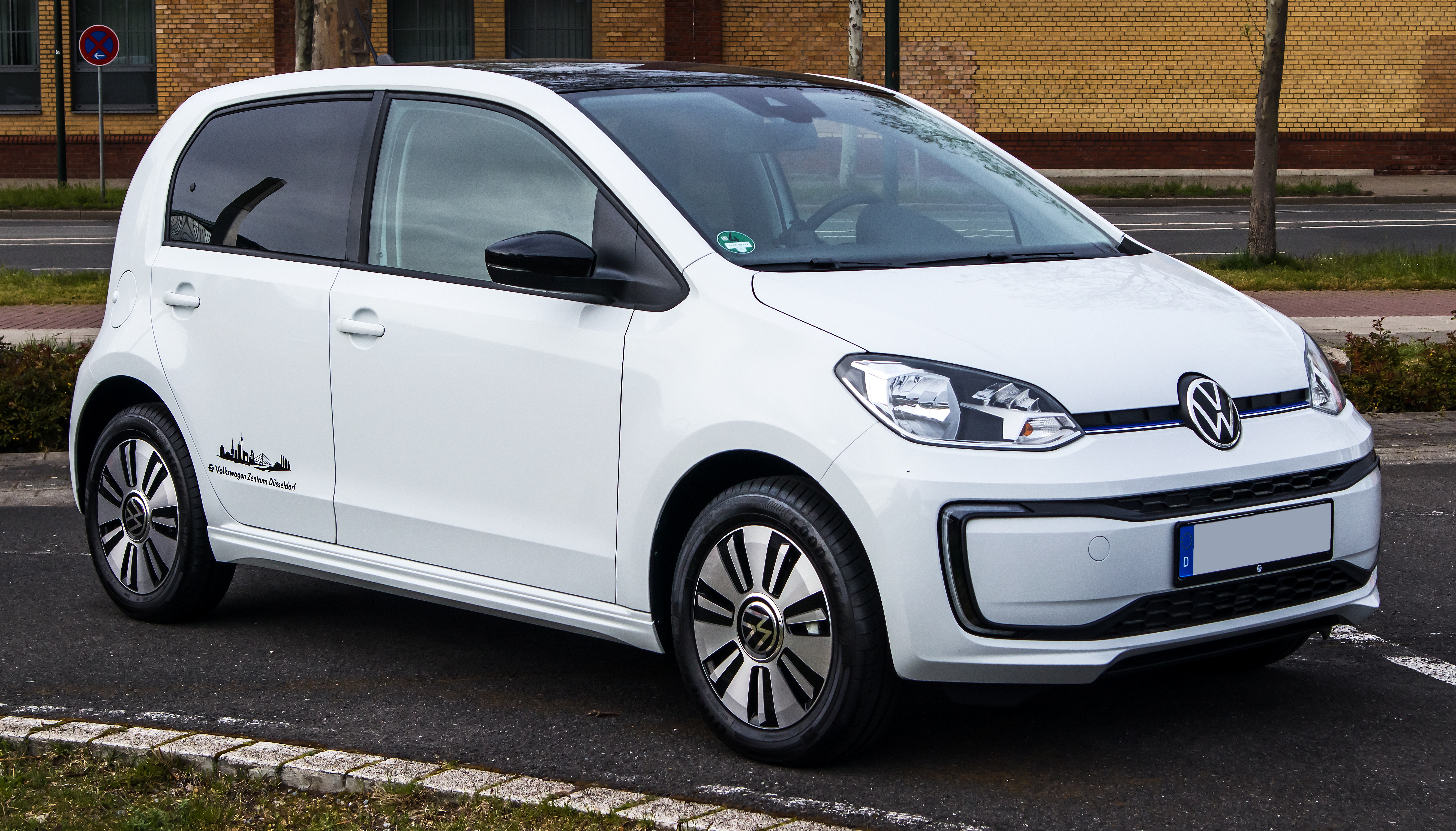
Volkswagen e-up! phase 3
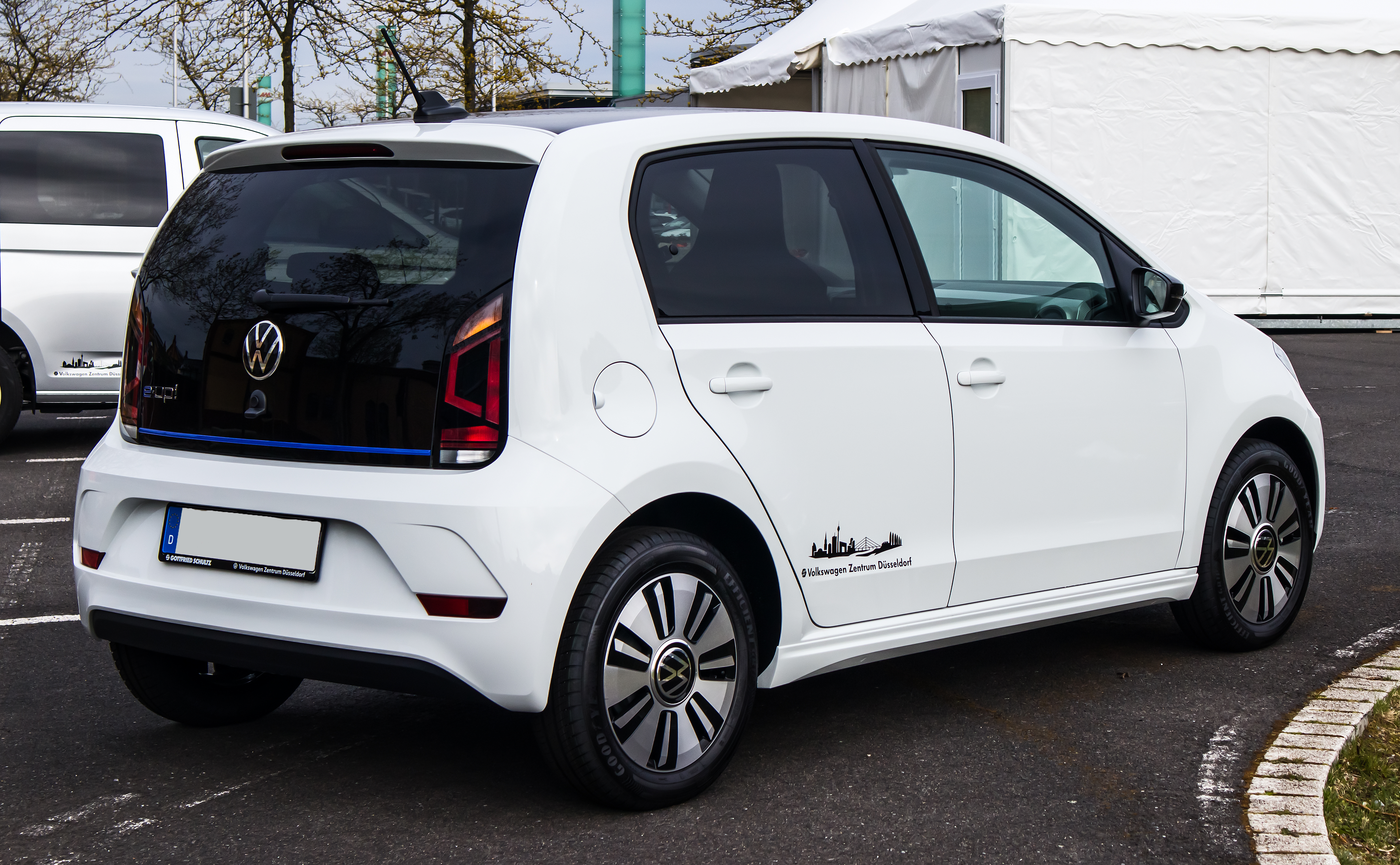
Volkswagen e-up! phase 3

### Up! Beats audio

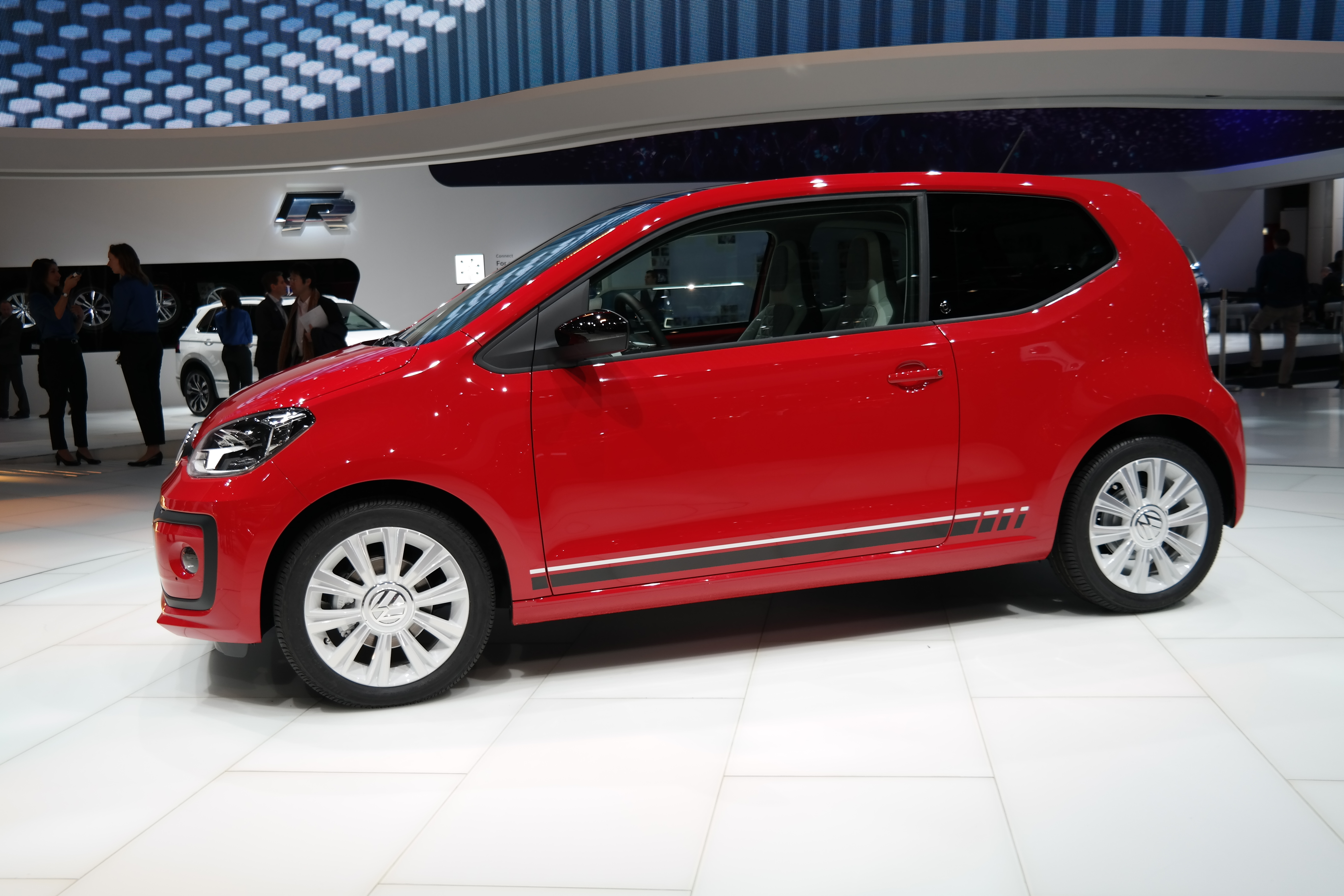
Up! Beats audio

La Up! Beats audio est le fruit de quelques modification légères de la finition High Up! : Un système audio de 300 W et un sigle Beats audio sur les fenêtres arrière. Un subwoofer prend également place dans le coffre, en lieu et place de la roue de secours. Cette édition limitée à 800 exemplaires se caractérise par des touches de couleur rouge sur le centre des jantes alliage (15 pouces), des coques de rétroviseurs rouges et des liserés gris et rouges sur les bas de caisse. La planche de bord s'habille de blanc et reçoit des visuels inspirés par Beats, donnant une ambiance jeune et dynamique à cette série limitée.

### Speed up!
Dévoilée en 2011 sous la forme du concept GT Up!, la version sportive de la citadine allemande est sortie au Brésil en 2015.

### up! GTi
La Volkswagen up! se décline en version sportive GTi pour 2018. Son moteur affiche 115 ch.

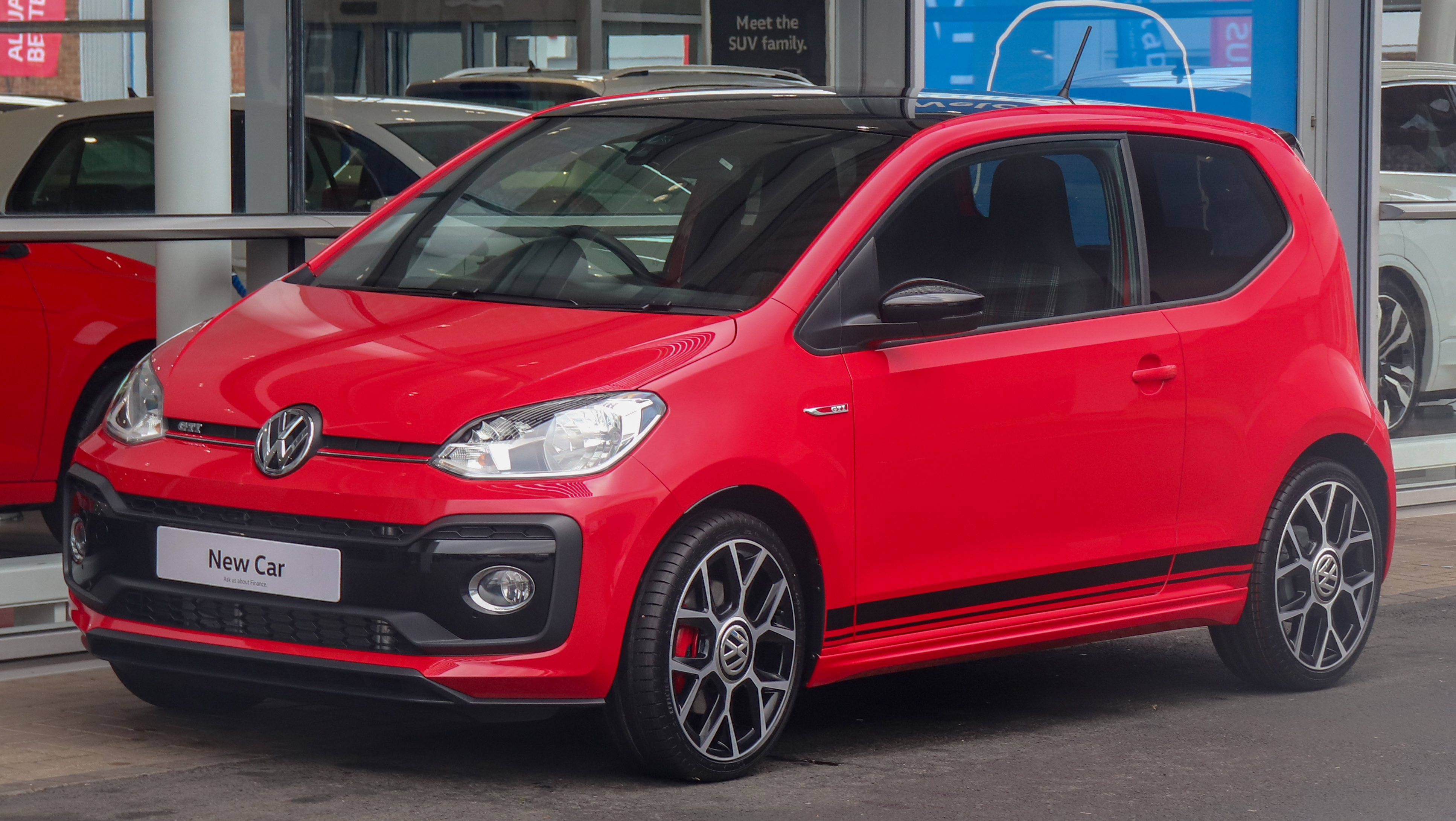
Volkswagen up! GTi phase 2
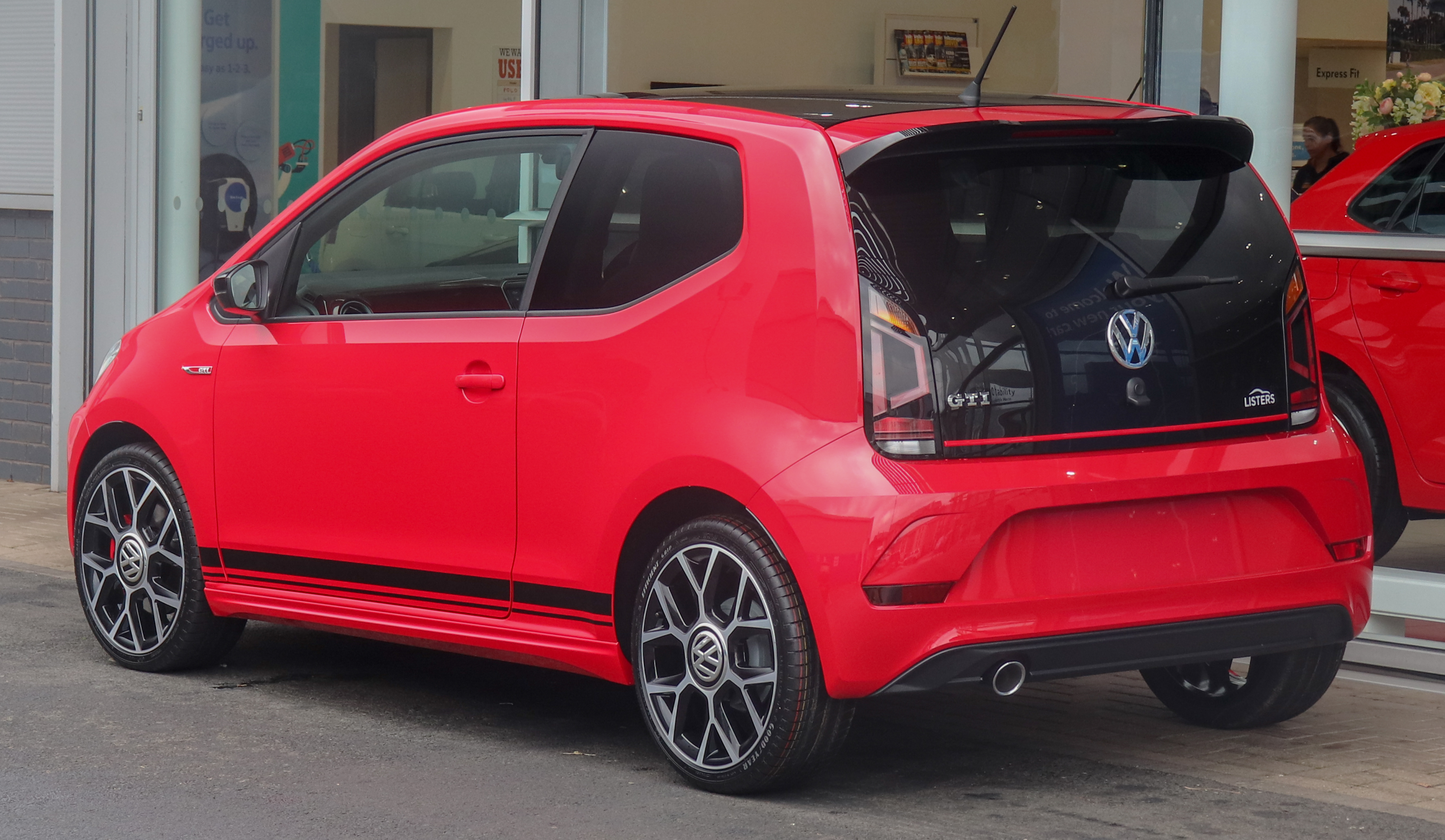
Volkswagen up! GTi phase 2